# John de Vere (13e comte d'Oxford)
John de Vere (8 septembre 1442 – 10 mars 1513), 13e comte d'Oxford, est un noble et militaire anglais de la Guerre des Deux-Roses.
Il devient un ennemi acharné de la Maison d'York à la suite de l'exécution de son père en 1462. Il participe à la bataille de Barnet en 1471 puis est capturé par Édouard IV en 1474. Emprisonné près de Calais, il s'évade en 1484 et contribue à l'avènement d'Henri VII l'année suivante.

## Biographie
Après l'exécution de son père John de Vere, en février 1462, pour haute trahison envers le nouveau roi yorkiste Édouard IV, il devient comte d'Oxford. Poursuivant une politique de réconciliation avec les familles lancastriennes, le roi Édouard IV lui permet le 18 janvier 1464 de prendre possession de ses terres. Le 26 mai 1465, le jour du couronnement de la reine Élisabeth Woodville, il est créé chevalier de l'Ordre du Bain. 

### Complots contre la Maison d'York
Fidèle à la maison de Lancastre, il participe à un complot contre le roi Édouard IV en novembre 1468 avant d'être pardonné. Il soutient ensuite la révolte du comte de Warwick en juillet 1469. Après l'échec de Warwick en mars 1470 à la bataille de Losecoat Field, Oxford s'enfuit, comme Warwick, en France auprès de la reine Marguerite d'Anjou.
En septembre 1470, il participe avec Warwick à l'invasion de l'Angleterre. Édouard IV s'enfuit aux Pays-Bas tandis que l'ancien roi Henri VI est restauré. Le 13 octobre suivant, Oxford porte l'épée d'apparat lors de la procession du roi Henri dans Londres. Il est peu après nommé Lord grand connétable, et à ce titre, condamne à mort John Tiptoft, comte de Worcester, qui avait fait exécuter son père en 1462.
Édouard IV débarque en Angleterre en mars 1471 et affronte l'armée de Warwick au nord de Barnet le 14 avril. La bataille se déroule au milieu d'un épais brouillard et les troupes lancastriennes d'Oxford sont attaquées par erreur par celles, alliées, de John Neville, frère de Warwick. La rumeur d'une trahison parcourt alors les lignes des Lancastre, brisant leur moral et provoquant leur déroute. Au cours de celle-ci, Warwick est tué.
Exilé en Écosse, Oxford se reconvertit dans la piraterie, lance plusieurs raids sur les côtes anglaises et s'empare finalement de St Michael's Mount le 30 septembre 1473. Forcé de se rendre le 15 février 1474, il est emprisonné à Hames, près de Calais.

### Détention à Calais et évasion
Le nouveau roi Richard III ordonne en octobre 1484 son transfert en Angleterre, mais avant qu'il ne puisse s'effectuer, Oxford s'évade, après avoir convaincu son geôlier, James Blount, de rallier la cause des Lancastre. Ils rejoignent ensemble le prétendant Henri Tudor à Paris. 
À la bataille de Bosworth le 22 août 1485, c'est le comte d'Oxford qui mène véritablement l'armée lancastrienne, en battant les troupes yorkistes expérimentées de Richard III et du duc de Norfolk.

### Sous les Tudor
Après sa victoire à Bosworth, il est rétabli par le nouveau roi Henri VII dans ses titres en septembre 1485 et devient également amiral et Connétable de la Tour de Londres. Il est fait chevalier de l'Ordre de la Jarretière en 1486. La même année, il sert de parrain au jeune Arthur Tudor, fils aîné d'Henri VII.
Oxford mène également les troupes d'Henri à la victoire lors de la bataille de Stoke en 1487, défaisant une rébellion du comte de Lincoln. En 1492, il accompagne Henri VII en Picardie pour reconquérir les territoires anglais perdus lors de la Guerre de Cent Ans, mais Henri négocie finalement la paix lors du traité d'Étaples. En juin 1497, Oxford défait certains rebelles corniques.
Oxford préside le tribunal qui condamne à mort le 21 novembre 1499 Édouard Plantagenêt, comte de Warwick, petit-fils de son ancien allié. Il tient le titre de Lord Grand Chambellan lors du couronnement d'Henri VIII le 24 juin 1509.
Il meurt le 10 mars 1513 et est enterré le 24 avril suivant près de l'abbaye d'Abingdon. Son neveu John lui succède comme comte d'Oxford.

## En littérature
Walter Scott en fait un des personnages principaux de son roman historique Charles le Téméraire ou Anne de Geierstein, la fille du brouillard, paru en 1829.